# Daria Klimentová
Daria Klimentová (* 23. června 1971 Praha) je česká taneční pedagožka, bývalá tanečnice a fotografka.

## Život
Po absolutoriu na Taneční konzervatoři v Praze (1989) se stala na tři roky sólistkou baletu Národního divadla.
Od roku 1991 působila ve všech angažmá jako primabalerína. V roce 1992 přijala angažmá v městském baletním souboru Kapského Města, od sezóny 1993 tančila ve Skotském baletu a od roku 1996 byla první sólistkou Anglického národního baletu. Do roku 2010 odtancovala přes tisíc představení. Vyhrála několik mezinárodních soutěží.
V červnu 2014 ukončila své působení v Anglickém národním baletu. Následně začala vyučovat klasický balet na Royal Ballet School při Royal Opera House v Londýně.
Provdala se za světelného designéra Iana Comera, se kterým má dceru Sabinu.

## Dokumenty
- Daria Klimentová, po světě na špičkách, Česká televize[4]
- Daria Klimentová, život v tanci, Česká televize